# 존 머서 랭스턴
존 머서 랭스턴 (John Mercer Langston, 1829년 12월 14일 ~ 1897년 11월 15일)은 아프리카계 미국인 노예제 폐지론자, 변호사, 교육인, 활동가, 외교관이자 정치인이었다.  그는 아프리카계 미국인 최초로 버지니아주의 연방 하원의원 (1890년~1891년)을 지냈다.  
민권 운동가로서 랭스턴의 활동은 미국의 대통령들에 의하여 몇몇의 연방직위 임명들과 다수의 백악관 방문들로 이끌었다.  남북 전쟁 전후에 아프리카계 미국인들의 진보에 대한 랭스턴의 옹호는 훗날의 민권 운동 지도자들이 따라지는 데 유산과 청사진 둘다를 남겼다. 

## 초기 생애와 교육
버지니아주 루이사 군에서 자유인으로 태어난 랭스턴은 전직 노예이자 흑인과 인디언의 혼혈 여성 루시 랭스턴과 전 노예 주인 찰스 퀄스의 아들이었다.  루시 여사는 1806년 퀄스에 의하여 해방되었고 1834년까지 그들은 경작지에 함께 살았다.
부모의 사후, 존 랭스턴은 부친이 바란대로 오하이오주 칠리코시로 보내져 퀄스의 가까운 친구 윌리엄 D. 구치 대령에 의하여 자랐다.  랭스턴은 아프리카계 미국인들을 입학한 첫 대학들 중의 하나인 오벌린 칼리지에 다니러 가서 자신의 졸업에 이어 법학을 전공하였다.

## 변호사 경력
1854년 9월 13일 24세의 나이에 랭스턴은 오하이오주에서 법정을 통과하는 데 첫 아프리카계 미국인이 되었다.
변호사로서 그는 모든 사람들의 자유와 정의를 추구하기 위하여 헌신했다.  랭스턴은 1855년 5월 9일 뉴욕에 있는 메트로폴리탄 극장에서 열린 미국 반노예제 사회 회의의 25 주년에서 연설하였다.  헨리 워드 비처, 헨리 하일랜드 가넷과 반노예제 사회의 회장 윌리엄 로이드 개리슨 같은 현저한 노예제 폐지론자들이 그 이벤트에 참석하였다.  랭스턴은 다음과 같이 선포하였다 -  
메인주부터 조지아주까지, 대서양에서 태평양까지 시민적, 종교적 및 정치적 자유의 완전한 몫을 소유하는 고독한 남성 혹은 여성이던 이 전체의 국가의 길이와 너비 안에는 없다 ... 우리는 우리의 독립 선언, 우리의 연방 헌법, 1787년의 북서부 조례를 자랑하는 습관이 있었고 ... 나는 고독한 남성 혹은 여성이 "난 자유의 완전한 몫이 있다"고 말할 수 있는 진실을 직접 마주보고 힘을 보면서 이 전체의 국가의 가슴 속에는 없는 미국의 노예제의 권력을 보는 것을 선언해야만 한다.
이 일은 아프리카계 미국인의 진보를 위한 그의 대중 활동의 시작을 의미하였다.

## 남북 전쟁
랭스턴은 남북 전쟁이 일어날 때까지 오하이오주에서 변호사 업무를 지속하였다.  매사추세츠주지사 존 앨비언 앤드루가 아프리카계 미국인 군인들을 포함하는 데 미국의 첫 군사 연대 제54매사추세츠 의용보병연대를 위하여 모집을 시작했을 때 랭스턴은 북군을 위하여 오하이오주, 일리노이주와 인디애나주에서 온 아프리카계 미국인 남성들을 모집하는 도움을 주었다.  
전쟁을 위하여 아프리카계 미국인들을 모집했던 자신의 시간 동안 랭스턴은 헨리 하일랜드 가넷 목사, 노예제 폐지론자 프레더릭 더글러스와 다른 민권 운동가들과 함께 1864년 전국 평등 연맹 (NERL)의 창립 회원들 중의 하나가 되었다.  NERL은 민권으로 헌신된 가장 초기의 조직들 중의 하나였고 랭스턴은 그 초대 회장으로 선출되었다.  조직은 남북 전쟁이 일어난 동안 아프리카계 미국인들이 전쟁터에서 바친 것에 기초를 둔 그들을 위하여 완전하고 즉각적인 시민권을 요규하였다.
그들은 또한 아프리카계 미국인 남성들이 투표할 권리가 있었다는 것을 믿었다.  국내 조직을 창립한 후, 주의 지사들은 오하이오주, 매사추세츠주, 미시간주, 미주리주, 루이지애나주, 노스캐롤라이나주와 펜실베이니아주에 개발되었다. 랭스턴은 또한 NERL의 기반을 위한 옹호를 하여 구체적으로 미국의 대통령에게 가져왔다.

## 교육 및 정부 직위들
1865년 4월 초순에 랭스턴은 에이브러햄 링컨 대통령과 전쟁 장관 에드윈 스탠턴을 만나러 갔다.  자신의 말에 랭스턴은 "이미 복무했던 연대들로부터 유색인 남성들이 끌려나가면서 자신의 연대를 모집하고 지휘할 권한이 있으면서 국가의 복무에서 유색인 남성들을 대령으로 임명하기 위하여 유색인 남성 군인들의 지능, 경험, 충성과 복무를 고려하여 때가 도착했다."는 것을 논의하려고 했다.
NERL의 창립 회원들과 더불어 랭스턴은 전쟁터에서 아프리카계 미국인들이 보여준 복무와 용기가 거대한 사회적과 정치적 권리들로 번역되어야 하는 것을 믿었다. 
자신의 NERL 동료 창립자 프레더릭 더글러스가 몇몇의 백악관 방문들을 통하여 링컨 대통령과 관계를 개발했어도 랭스턴은 1865년 4월 15일 링컨 대통령의 암살 사건 때문에 그를 만나는 데 기회를 얻지 못했다.  대신 링컨이 사망한 지 1주 후에 랭스턴은 앤드루 존슨 대통령을 만났다.  NERL의 회장으로서 그는 재무부에서 존슨 대통령과 회담 중에 회원 대표단을 지도하였다.  존슨 대통령은 아직 백악관으로 아직 들어가지 않았다.  랭스턴은 존슨 대통령에게 다음과 같이 정보를 주었다 - 
유색의 미국인은 두가지를 묻습니다.  그녀의 가장 고통스러운 시련의 시간에 그녀의 부름에 응답하면서 조국에 대한 헌신을 바친 후, 그리고 논증을 한 후에 많은 격렬한 전쟁터에서 그가 가진 남성다움과 용기에 처음에는 완전한 해방, 그리고 두번째로 미국의 법 앞의 평등을 그는 묻습니다.
존슨은 다음과 같이 응답하였다 -
나는 나의 사실로서의 역사를 당신에게 언급할 필요가 없습니다 ... 당신 안에는 내가 당신 백성을 대하는 미래의 행동에 대한 보장이 있을 것입니다. 유색인들이 나를 잘 아는 곳에 그들은 나를 믿습니다.  지도적인 유색인 남성들이 선의 남부에 친구들이 있다는 사실을 그들이 이해하지 않거나 감사하지 않을 것에 두렵습니다.
존슨 대통령이 그의 지원 대표단을 안심시켰어도 대통령으로서 그의 행동은 그렇지 않은 것으로 제안되었다.  존슨은 재건 정책들에 미국 의회와 자주 충돌했다.  그의 결정들은 정통적으로 맹방 아래 탈퇴한 남부의 주들에 호의를 가졌다.  존슨의 지원이 부족함에도 불구하고 랭스턴은 아프리카계 미국인들의 전반적인 발전을 위하여 지속적으로 싸웠다.  해방노예국의 국장이자 하워드 대학교의 창립자 올리버 오티스 하워드 장군은 해방노예국의 감찰관으로 지내는 데 랭스턴을 요청하였다.  1865년에 창조된 해방노예국은 학교들을 설립하고 해방 노예들과 고용인들 사이의 계약을 감독하는 도움을 주는 동안 아프리카계 미국인들을 포함한 이주 남부인들을 위하여 식량, 의류와 피난처를 마련하였다.  
렉싱턴의 관할권은 메릴랜드주, 켄터키주와 워싱턴 D. C.를 포함한 많은 남부의 주들과 지방들을 포함하였다.  업무의 몇달 후에 존슨은 랭스턴을 백악관으로 불렀다.  존슨은 해방노예국의 새로운 국장으로서 하워드 장군을 대체하고 랭스턴을 임명하려고 했다.  하지만 랭스턴은 거절하여 하워드 장군이 직위를 위하여 최고의 사람이었다는 것을 주장하였다.
랭스턴은 남부에서 아프리카계 미국인들의 진보를 옹호하는 데 다음 2년의 세월을 보내면서 특히 교육의 중요성을 강조하였다.  
교육에서 자신의 경험 때문에 하워드 장군과 이사회는 하워드 대학교에서 법학 교수가 되는 데 랭스턴을 선발하였다.  역사적으로 흑인 대학이자 1867년 의회의 법에 의하여 헌장된 하워드 대학교는 아프리카계 미국인들을 위하여 졸업과 전문 교육을 약속하였다.
랭스턴은 직위를 받아들이고 1869년 1월 6일 정식으로 개장한 하워드 대학교 법학부를 개발하였다.
그러고나서 랭스턴은 이듬해 로스쿨의 학장으로 임명되었다.  랭스턴의 존경을 받는 업무는 긍정적인 평판을 창조하여 대통령의 임명들의 일련으로 이끌었다.
1871년 3월 15일 율리시스 S. 그랜트 대통령은 랭스턴을 워싱턴 D. C.를 위한 보건부의 회원으로 임명하였다.  랭스턴은 미국 정부 안에서 그런 직위를 지내는 데 첫 아프리카계 미국인들 중의 하나였다.  그랜트 대통령과 자신의 관계를 통하여 랭스턴은 현저한 직위들을 위하여 몇몇의 사람들을 추천하였다.  그는 워싱턴 D. C.에서 경찰 법원의 판사로서 조지 B. 배션을 추천하였다.  배션은 뉴욕의 첫 아프리카계 미국인 변호사였으며 1867년 미국 대법원의 법정으로 수용되었다.
1877년 러더퍼드 B. 헤이스 대통령은 랭스턴을 아이티 주재 미국 공사로 임명하였다.  랭스턴은 그 직위를 보유하는 데 에베니저 배싯에 이어 두번째 아프리카계 미국인이었다.  랭스턴은 제임스 A. 가필드와 체스터 A. 아서의 대통령직들 동안 1885년까지 공사로 남아있었다.
1888년 랭스턴은 버지니아주를 위한 공화당 연방 하원의원으로서 의회를 위하여 출마하기로 결정하였다.  그는 지방의 인구가 65 퍼센트의 아프리카계 미국인들이면서 "버지니아의 블랙 벨트"를 대표하는 데 구체적으로 아프리카계 미국인들에 의하여 촉구되었다.
랭스턴의 선거 운동은 시작부터 종말까지 힘겨운 싸움이었다.  랭스턴은 그는 자신이 국립 공화당 집행 위원회의 지지를 얻지 않았기 때문에 무소속 공화당원으로 출마하였다.  랭스턴은 민주당 후보 에드워드 베너블에게 641 표에 의하여 선거를 패하였다.  하지만 랭스턴은 이후에 투표를 도전하여 조작되고 불공평한 선거로 불렀다.
18개월 간의 법적 싸움 후에 1890년 9월 23일 하원은 랭스턴의 호의에 투표하여 남아있던 7개월 기간을 지내는 데 그를 허용하였다.  의원 시절 동안 행스턴은 아프리카계 미국인의 투표권의 거대한 보호, 아프리카계 미국인들에게 노동 기술을 가르치는 데 국가적 산업 대학과 웨스트포인트에 있는 미국 육군사관학교와 애나폴리스에 있는 미국 해군사관학교로 흑인 후보들의 임명을 옹호하였다.
불행하게도 그의 노력들은 의회에서 추진력을 얻지 않았고 1890년 선거를 위하여 자신의 입찰을 잃었다.

## 사망
의회에서 지낸 후, 랭스턴은 아프리카계 미국인들의 발전에 대해 계속 목소리를 높였다.  그는 저서〈버지니아의 농장에서 국가의 수도로〉(1894년 발간)을 쓰면서 자신의 시간의 많은 부분을 바쳤다.  랭스턴은 또다른 3년의 세월을 살면서 1897년 11월 15일 워싱턴 D. C.의 저택에서 67세의 나이로 사망하였다.

## 유산
존 머서 랭스턴은 남북 전쟁에 이어 아프리카계 미국인들의 삶을 형성하는 데 중요한 역할을 하였다.  그는 법률 아래 아프리카계 미국인 시민권과 평등을 옹호하였다.  그는 교육이 본질적이었던 것을 믿었고 남부에서 아프리카계 미국인들이 배움의 기회들을 추구하는 데 용기를 주었다.  랭스턴은 아프리카계 미국인들을 입학시키는 데 미국에서 첫 로스쿨들 중의 하나인 하워드 대학교 법학 대학원을 개발하는 도움을 주었다.  그는 몇몇의 대통령들의 신임을 얻어 자신의 능력에 따라 연방적 임명들로 이끌었다.  가장 중요하게 랭스턴은 미국에서 첫 민권 조직들 중의 하나인 전국 평등 연맹 (NERL)의 창립자이자 회장이었다.  그는 아프리카계 미국인들의 완전한 시민권을 위하여 옹호한 그들의 근거를 존슨 대통령에게 직접 가져왔다.  NERL은 20세기에 아프리카계 미국인들을 위하여 권리를 획득하고 확보하는 데 도움을 주는 데 당시 다른 민권 운동가들은 물론 랭스턴의 발자취를 따른 전미 유색인 지위 향상 협회 (NAACP)의 상승까지 현저한 조직으로 남아있었다.

## 역대 선거 결과
| 선거명        | 직책명                        | 대수 | 정당   | 득표율 | 득표수   | 결과 | 당락                     |
| ------------- | ----------------------------- | ---- | ------ | ------ | -------- | ---- | ------------------------ |
| 1888년 선거   | 하원의원 (버지니아 제4선거구) | 51대 | 공화당 | 43.40% | 12,657표 | 2위  | 낙선                     |
| 1890년 재선거 | 하원의원 (버지니아 제4선거구) | 51대 | 공화당 | 45.65% | 12,987표 | 1위  | 버지니아주 하원의원 당선 |
| 1890년 선거   | 하원의원 (버지니아 제4선거구) | 52대 | 공화당 | 42.85% | 9,991표  | 2위  | 낙선                     |